# West Drayton (Nottinghamshire)
West Drayton – wieś i civil parish w Anglii, w Nottinghamshire, w dystrykcie Bassetlaw. W 2011 civil parish liczyła 225 mieszkańców. West Drayton jest wspomniana w Domesday Book (1086) jako Draitone.